# Sokolnitjeskajalinjen
Sokolnitjeskajalinjen (russisk: Соко́льническая ли́ния, russisk udtale: [səˈkolʲnʲitɕɪskəjə ˈlʲinʲɪjə]) (Linje 1; Røde Linje) er en af Moskvas metros linjer. Den åbnede i 1935 og er den ældste i sytemet. Der er nu 22 stationer åbne på linjen (Frunzenskaja er lukket pga. ombygning). Pr. 2016 er 32,5 km lang.